# Onthophagus takaoi
Onthophagus takaoi es una especie de insecto del género Onthophagus, familia Scarabaeidae, orden Coleoptera.
Fue descrita científicamente por Ochi & Kon en 2014.